# 白玉寺
參數所指定的目標頁面不存在，建議更正成存在頁面或直接建立下列一個頁面（建立前請先搜尋是否有合適的存在頁面可以取代）：
- 白玉达唐寺

白玉寺，藏语全称为“白玉朗嘉祥丘伽林”（意为“吉祥尊胜菩提洲”，其中藏语“白玉”意为“吉祥盛德之处”），位于四川省甘孜藏族自治州白玉县城北坡，是一座藏傳佛教宁玛派寺院，也是宁玛派六大丛林之一（其他五座寺院是噶陀寺、佐钦寺、雪谦寺、多吉扎寺、敏珠林寺）。

## 历史
白玉寺位于白玉县，和金沙江毗邻，平均海拔是3030米。白玉寺周围群山环绕。該寺建築规模龐大，占据了白玉县城一整座山，庙堂與小屋鳞次栉比，蔚為奇觀。
在白玉寺建寺前，文成公主入藏途经白玉之时，在此处以牛角中插入枝条，种下了一棵树（该树藏语称为“炯玛拉措”）。大译师毗卢遮那赴渣瓦龙，途经白玉时，也种下一棵柏树，并进行了预言。上述殊胜征兆和莲花生授记将在噶陀以南出现兴盛的佛法圣地吻合。
890年，藏卫地区的高僧朱托仁青·吉热曲雄旺波到白玉修行，留下的修行洞、圣塔等遗迹保存至今，为康藏第一座宁玛派道场。后来，历代又在原址处的岩堡上兴建了一座依怙堂。清朝康熙十四年（1675年），德格王发愿建寺，在依怙堂的基础上扩建成了白玉寺。大成就者仁珍昆桑谢拉应金刚持明岩取大师明珠多杰以及色洛顿巴坚称之请，出任该寺的法座，并成为德格王的上师。此后，其弟子中的第三代宗翁贝玛诺布等人到各地建寺、收徒、传教，当时使白玉寺拥有了百余座子寺、上千座静修院和闭关室，遍布康、藏、安多等地。如今，白玉寺主要的属寺共360多座。
白玉寺鼎盛时期，僧众达3000人。历史上，该寺涌现出许多大成就者。第一世贝诺法王传法予贝玛仁增，宗喇贝玛仁增的头盖骨现供奉在白玉寺内，头盖骨上自然显现佛像和“阿”种子字。
文化大革命期间，白玉寺被全部夷为平地。1980年代初，经四川省人民政府、甘孜藏族自治州人民政府批准开放为宗教活动场所，并先后拨款26.8万元人民币，由寺主图松主持重建。该寺的重建工作获得了在印度的白玉寺第十一代法座、宁玛派精神领袖第三世贝诺法王的支持，及藏区和海内外信众的帮助。
经过多年修复，白玉寺初步建成了经堂、佛殿、佛学院、静修院、闭关院、汉英学院、僧舍等建筑。21世纪初，又兴建了莲师净土坛城、明珠多杰舍利塔、八座吉祥舍利塔，重新塑造了多尊佛像。白玉寺还募资铺路架桥，以方便当地居民的生活。

## 管理
白玉寺的历代寺主为：
- 第一代：仁珍昆桑谢拉
- 第二代：贝玛腾珠江措
- 第三代：贝玛诺布（第一世貝諾法王）
- 第四代：噶玛曲巴绒波（第一世噶瑪古千法王）
- 第五代：噶玛塔汪
- 第六代：吉美额多丹珍（第二世噶瑪古千法王）
- 第七代：贝玛吉美额多丹真
- 第八代：多安曲吉尼玛（第三世噶玛古千法王）
- 第九代：华青迪巴（第二世貝諾法王）
- 第十代：噶玛特确宁波（第四世噶玛古千法王）
- 第十一代：土丹曲吉扎杨（第三世貝諾法王）
  - 代理：图松
- 第十二代：土登慈尘诺布巴绒波（第五世噶玛古千法王）[1]

## 宗教活动
21世纪初，白玉寺每年的主要法会活动有：藏历四月五日至十六日的噶玛法会；藏历五月一日至十日的初十法会；藏历十二月二十三日至三十日的修部八大本尊法会、日阿那林巴的莲师愤怒法会、普巴金刚法会、玛德的狮面佛母法会。每次大法会均要举办金刚舞仪轨。

## 建筑

### 白玉闭关中心光明禅院
1988年，寺主图松决定重建闭关中心。顶果钦哲法王、谢钦嘉察法王、宗萨蒋扬钦哲法王等亲自参加了动土仪式，并进行加持。重建的闭关中心命名为“白玉闭关中心光明禅院”。1990年，建造完工，随后首次结聚40位出家众闭关，由图松亲自指导，闭关3年零3个月。
如今，闭关中心可同时容纳50名僧人。每名闭关僧人都有一套单独的闭关房。闭关中心内设共修用的大殿，大殿内供奉三身佛，以及许多大掘藏师的塑像、伏藏法宝、三成就法的圆满坛城。

### 本尊院
除了上述闭关中心外，白玉寺还另设了一个小型闭关中心，称“本尊院”，为喇嘛修本尊时闭关所用。此处长年有20多名僧人闭关，实修普巴金刚等等本尊法。

### 修心中心
图松还附设了一座“修心中心”，为想入闭关中心的喇嘛及在家弟子们提供了一个清净修心之所。每5个月开设一次“百日前行修学班”，由图松亲自教导。

### 宁玛派高级佛学院闻思兴盛洲
1992年， 贝诺法王、图松、白玉寺的堪布与活佛们召开会议，一致决定将讲经院改为藏传佛教宁玛派的大学，命名为“宁玛派高级佛学院闻思兴盛洲”。贝诺法王承担了该佛学院全部建设费用。1994年，佛学院正式开学，图松出任院长。
佛学院建筑为传统藏式建筑，占地面积五万多平方米。整个佛学院由教学楼、大佛殿、辩经场、9个不同班的教室、堪布（教授）楼、350间学生宿舍、图书馆、档案室、饭堂、接待室、保管室、车库等组成，室外空地全部进行了绿化。
佛学院教育制度较为完整，由贝诺法王、图松、古千活佛、白玉寺的堪布们共同制定。全部学程为九年，考试及格并通过论文答辩后，即可获堪布学位。
佛学院第一年招收200名学生，此后每年招生一次，21世纪初，在校学生保持350名。每名学生可分配得一间房间，衣食及生活费用全部由贝诺法王供养。
1998年，图松增建了佛学院的附校，开设藏语语文、藏语语法、藏语诗词、汉语语文、宗教仪轨、历算、工巧等课程，免费供贫困儿童及成人就读。21世纪初，该校在校学生已有100多位。

### 藏经楼
文化大革命期间，白玉寺内许多珍贵的噶玛雕版被全部毁灭。后来，敦珠法王结集了58本噶玛法宝，嘎陀寺大堪布宗萨蒋扬钦哲继续结集为120函的初译噶玛法宝，图松便发愿将全部噶玛法宝刻为印刷版。从1983年开始，图松经过二十年努力，将全部噶玛法宝刻制了五万多页的噶玛印刷版。
为存放这些噶玛印刷版，2003年，图松策划兴建一座高六层、每层占地面积1100平方米的藏经楼。